# Estandeuil
Estandeuil település Franciaországban, Puy-de-Dôme megyében. Lakosainak száma 508 fő (2022. január 1.). Estandeuil Bongheat, Fayet-le-Château, Mauzun, Saint-Dier-d’Auvergne, Saint-Jean-des-Ollières és Trézioux községekkel határos.

## Népesség
A település népességének változása:
| Lakosok száma | 415  | 450  | 457  | 452  | 473  | 482  | 491  | 498  | 508  |
|               | 2013 | 2015 | 2016 | 2017 | 2018 | 2019 | 2020 | 2021 | 2022 |